# Charadrius alexandrinus
El chorlitejo patinegro, (Charadrius alexandrinus), también conocido como chorlito alejandrino (México), frailecillo blanco (Cuba), frailecito (Venezuela)  o playero corredor (República Dominicana), es una especie de ave Charadriiforme de la familia Charadriidae, característico de playas, arenales costeros, saladares y lagunas.

## Descripción

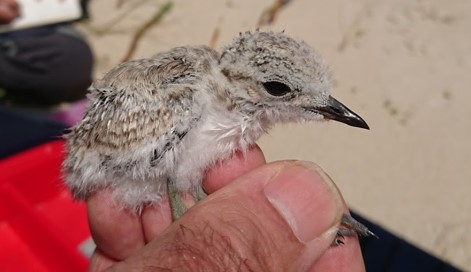
Pollo de Charadrius alexandrinus

Miden unos 15-17 cm de largo y 42-45 de envergadura. El color varía dependiendo de la etapa en la que se encuentre, durante la etapa reproductiva el plumaje es pardo grisáceo muy claro en el dorso. Manchas en la coronilla, tras los ojos y laterales al pecho son oscuras en la hembra y de color negro en el macho, que en invierno se aclaran. Las partes inferiores son blancas. El pico es corto y negro. Las patas son grisáceas. Los machos se diferencian de las hembras por el enrojecimiento del píleo en la nuca. La hembra es similar, pero en ella el negro es sustituido por un marrón más oscuro que el de las partes superiores y carece de plumas rojizas en la nuca.

## Nidificación

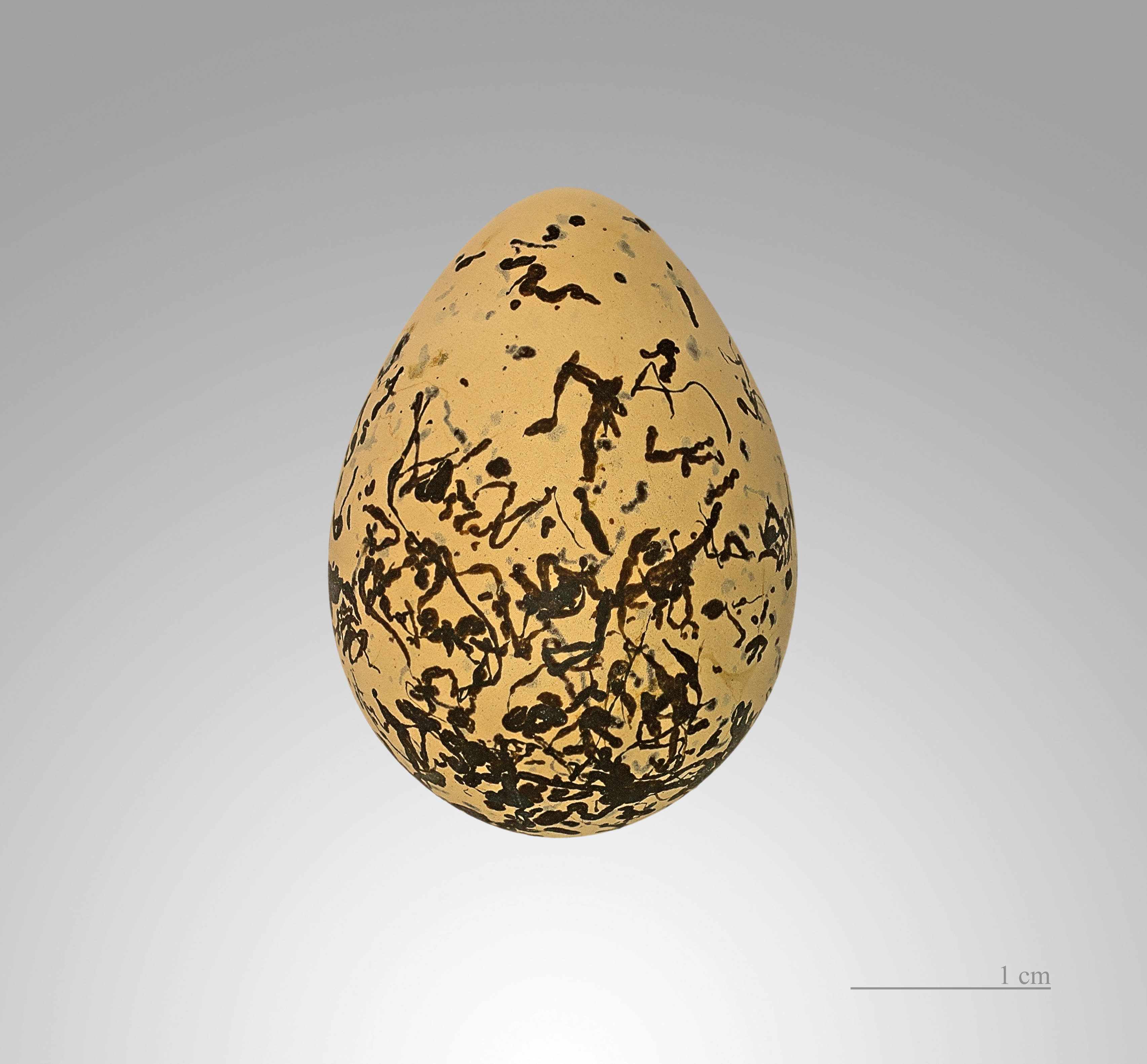
Huevo de Charadrius alexandrinus

Hacen el nido, de abril a agosto, sobre la arena y ponen de dos a tres huevos de color pardo muy claro con manchas negras y grises, más abundantes en el extremo más grueso. No es poco habitual que realicen dos puestas, la primera en abril o comienzos de mayo y la segunda entre finales de mayo y junio. El nido consiste en una depresión en la arena con forma de taza, que forran con conchas. Se ubican en montículos cercanos al agua, por lo general lo suficientemente alejado del límite de la marea alta. La hembra deposita habitualmente tres huevos muy crípticos, que serán incubados durante veinticuatro a veintisiete días. Los huevos y los polluelos tienen un gran mimetismo. Esta ave nidifica en playas arenosas y en lagunas saladas interiores, en emplazamientos con poca cobertura vegetal. Las densidades más elevadas de nidos se dan sobre suelos arenosos con vegetación arbustiva muy rala y dispersa, así como en playas sin vegetación, pero con abundantes restos depositados por las mareas.

## Hábitat y distribución

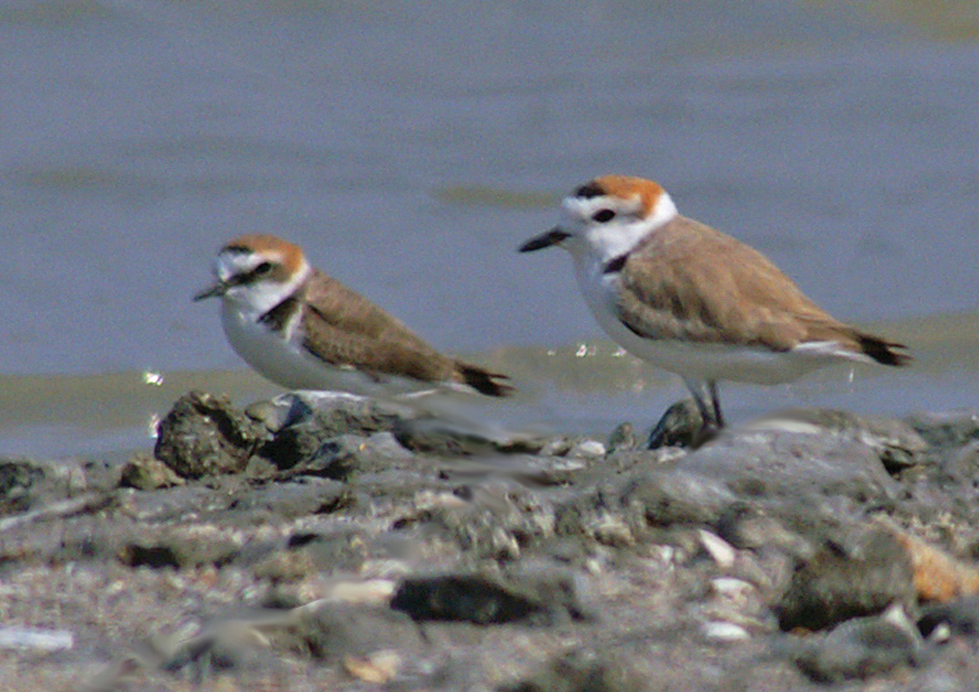
Dos machos en un hábitat costero

Esta ave vive en las playas y zonas costeras arenosas. También habita en costas arenosas, marismas, salinas y lagunas de aguas salobres. Como primera opción estos pájaros prefieren criar y nidificar en el primer cordón dunar que en las playas.
Esta especie se distribuye ampliamente casi de forma cosmopolita, se distribuye de forma irregular pero ampliamente por las costas del Paleártico en latitudes medias y por algunas zonas del interior de dicha región, siendo la más importante una franja que se extiende desde el mar Negro hasta Japón.

## Estado de conservación
Esta especie sufre la pérdida de su hábitat y ocupación de las costas para usos recreativos que soportan costas y playas durante el verano, circunstancia que perjudica notablemente la reproducción. La limpieza costera, elimina las poblaciones vegetales donde nidifican, además de destruir sus nidos y la construcción irrespetuosa apoya el declive de la especie. También cabe destacar sus amenazas naturales tales como gaviotas, córvidos, zorros, gatos y ratas.  Su estado de conservación a nivel mundial es sin preocupación en la Lista Roja de la UICN. Se encuentra recogido también en el Libro Rojo de las Aves - SEO/BirdLife como especie vulnerable en España, la Junta de Galicia ha aprobado el plan de conservación bajo el decreto 9/2014, de 23 de enero, se estima que en la costa cántabro atlántica sólo hay setenta y cinco parejas reproductoras.

## Alimentación

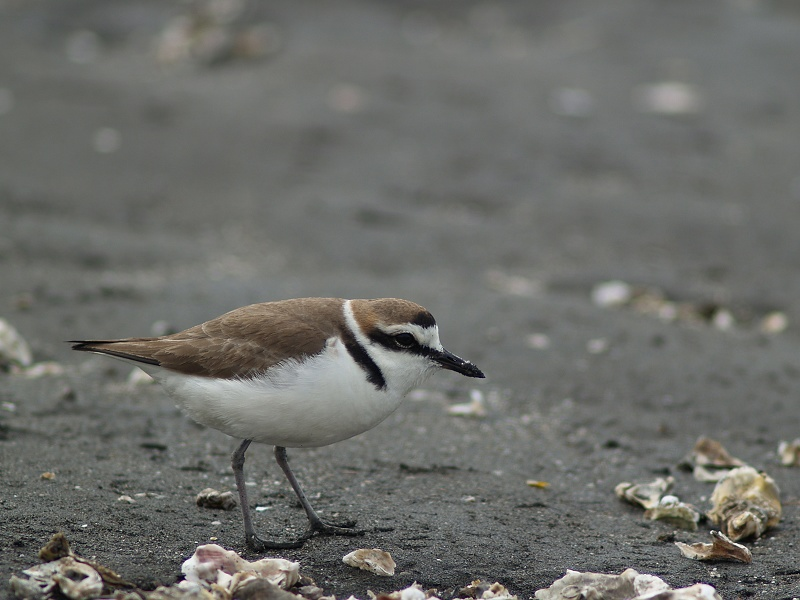
ejemplar al acecho

En áreas de interior se nutre, fundamentalmente, de insectos adultos y larvas de escarabajos, moscas, hormigas e invertebrados acuáticos, mientras que en zonas de agua salada su principal alimento lo constituyen diferentes crustáceos, lombrices y moluscos.  También pulgas de mar que captura en la retirada de las olas, corriendo velozmente sobre la arena con el cuerpo medio agachado. Su vuelo es ágil y rápido para capturar a sus presas eficazmente.

## Subespecies
Se conocen cinco subespecies de Charadrius alexandrinus:
- Charadrius alexandrinus alexandrinus Linnaeus, 1758
- Charadrius alexandrinus dealbatus (Swinhoe, 1870)
- Charadrius alexandrinus nivosus (Cassin, 1858)
- Charadrius alexandrinus occidentalis (Cabanis,  1872)
- Charadrius alexandrinus seebohmi Hartert & Jackson, A.C., 1915